# Serra Preta
Serra Preta is een gemeente in de Braziliaanse deelstaat Bahia. De gemeente telt 16.168 inwoners (schatting 2009).